# Codonopsis javanica

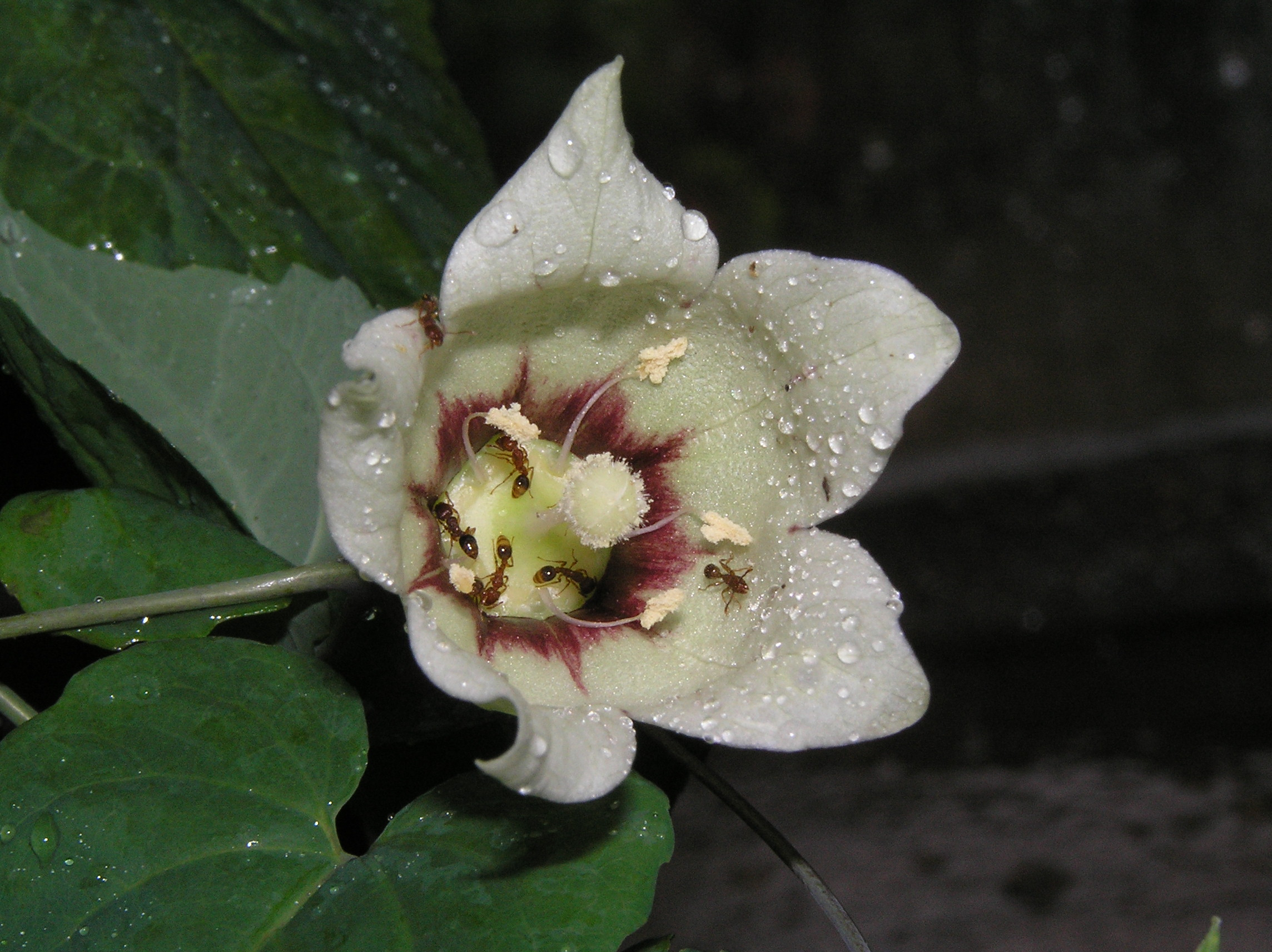
Codonopsis Javanica

Codonopsis javanica är en klockväxtart som först beskrevs av Carl Ludwig von Blume, och fick sitt nu gällande namn av Joseph Dalton Hooker och Thomas Thomson. Codonopsis javanica ingår i släktet Codonopsis, och familjen klockväxter.

## Underarter
Arten delas in i följande underarter:
- C. j. japonica
- C. j. javanica